# Chalcopasta arizona
Chalcopasta arizona är en fjärilsart som beskrevs av French 1889. Chalcopasta arizona ingår i släktet Chalcopasta och familjen nattflyn. Inga underarter finns listade i Catalogue of Life.